# 12 sånger
12 sånger är ett akustisk album (med ett undantag) av Ulf Lundell utgivet 21 november 1984. Det gavs ut på nytt 31 mars 2000 i en remastrad utgåva med sex extraspår. 12 sånger har sålt guld.

## Låtlista
1. Tuff match
2. Ljusstrålen under färd
3. Vind
4. Dylan Thomas
5. När du står framför mej
6. Stormen
7. Innan dom stänger
8. En Stockholmstjej igen
9. Min älskling
10. Ensam
11. Tre bröder
12. Diamanter

### Bonusspår på remastrad utgåva 2000
1. Håll min hand hårt
2. Blå Range Rover
3. Om du kommer hit idag
4. Hjälp mig igenom natten
5. Att vara här
6. Vi börjar om igen

## Listplaceringar
| Lista (1984-1985) | Topplacering |
| ----------------- | ------------ |
| Sverige           | 12           |